# San Agustín Acasaguastlán
San Agustín Acasaguastlán – miasto w środkowej części Gwatemali w departamencie El Progreso, leżące w odległości około 25 km na północny wschód od stolicy departamentu i około 110 km od stolicy kraju Gwatemali, nad rzeką Motagua.
Jest siedzibą władz gminy o tej samej nazwie, która w 2012 roku liczyła 40 123 mieszkańców. Gmina jest średniej wielkości, a jej powierzchnia obejmuje 358 km². Na terenie gminy znajdują się dwa stanowiska archeologiczne z zabytkami Majów: Guaytán i San José Apantes.